# Apamea abnoba
Apamea abnoba là một loài bướm đêm trong họ Noctuidae.